# Грузинский корпус
Грузинский армейский корпус — общевойсковое соединение (пехотный корпус) Русской армии Вооружённых сил России, существовавшее в годы Первой мировой войны.

## История

### I формирование
7 июля 1811 года в Вооружённых силах Российской империи был учреждён Грузинский корпус в составе управления, 19-й и 20-й пехотных дивизий. 21 декабря 1815 года корпус был преобразован в Отдельный Грузинский корпус, 31 августа 1820 года Отдельный Грузинский корпус был переименован в Отдельный Кавказский корпус. 6 декабря 1857 года Отдельный Кавказский корпус переформирован в Кавказскую армию.

### II формирование
6 апреля 1915 года в составе Российской армии были сформированы Тифлисская и Кутаисская добровольческие дружины. Позднее их реорганизовали в Грузинский стрелковый батальон, развернутый 19 марта 1916 года в одноимённый полк Грузинский стрелковый.
В марте 1916 года командующий войсками Кавказского фронта Великий князь Николай Николаевич обратился к начальнику штаба Верховного Главнокомандующего генералу М. В. Алексееву с предложением сформировать Грузинский конный полк. Офицерский состав этого полка предлагалось комплектовать из желающих офицеров-грузин, первоначальный унтер-офицерский состав — из русских унтер-офицеров, а нижние чины должны были быть, в основном, грузинами. Разрешение на формирование последовало 23 апреля того же года. Основой создававшегося полка стала конная сотня Грузинского стрелкового полка. Конный полк был сформирован 31 октября 1916 года.
5 ноября 1917 года началось формирование Грузинского армейского корпуса. Он создавался на базе уже существовавших к тому времени грузинских национальных частей, а также других воинских формирований Кавказского фронта, впоследствии доукомплектованных грузинами и переименованных, к примеру, 1-й пехотный Карский полк получил наименование 2-го Грузинского стрелкового, 2-й Кавказский конный пограничный полк — 2-го Грузинского конного полка). Всего надлежало сформировать две стрелковые дивизии, две горные артиллерийские и конную бригады, конно-горную батарею, инженерный батальон, мортирный дивизион и запасный полк. Командиром корпуса был назначен генерал-лейтенант В. Д. Габаев (Габашвили).
К 25 февраля 1918 года были сформированы: штаб корпуса, две Грузинские стрелковые дивизии, Грузинская конная бригада (три Грузинских конных полка, конно-сапёрная команда и Грузинская конно-горная батарея), Грузинский мортирный дивизион, Отдельные Горийский стрелковый батальон и конная сотня, этапный батальон. В конце марта — начале апреля заново сформировали 4-й легион (полк) 1-й дивизии, которой командовал генерал Г. Мазниашвили. К этому же времени была частично сформирована 3-я дивизия.
Грузинский корпус участвовал в военных действиях против германо-турецких интервентов в Закавказье. Весной 1918 года он занимал позиции, простиравшиеся от Чёрного моря до Ахалкалаки. Корпус стал основой армии Грузинской Демократической Республики.